# 陳麟
陳麟（？—？），字子祥，號仁泉，直隸桐城縣人，河南河南衛軍籍，明朝政治人物。

## 生平
河南鄉試第七十五名舉人。嘉靖三十二年（1553年）中式癸丑科三甲第一百三十七名進士。吏部观政，授直隶河间府推官，三十六年八月选授礼科给事中，九月即同都给事中謝江因原工部尚書趙文華案，忤嘉靖旨意受廷杖，又被削籍為民。

## 家族
曾祖陳信；祖父陳賢；父陳堂，母楊氏。兄陳麒、弟陳鸾、陳鳳。